# Brie (Region)

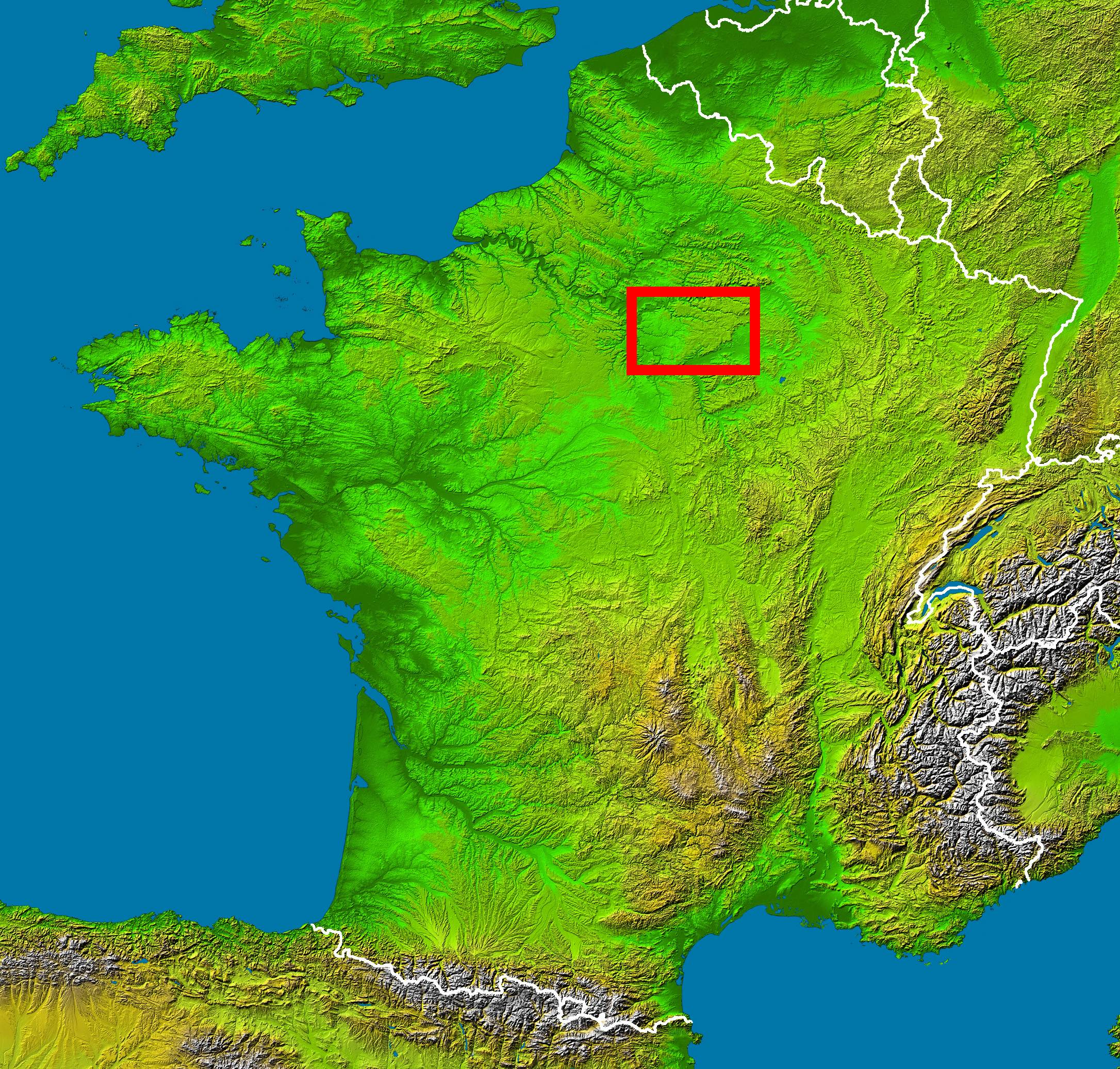
Lage der Brie in Frankreich

Die Brie ist eine historische Region in Frankreich, gelegen im Osten der Île-de-France – der Gegend um Paris – zwischen der Marne im Norden und der Seine im Süden. Die sie östlich zur Champagne abgrenzenden Erhebungen erreichen etwas über 200 m über dem Meer und werden der Côte de l’Île-de-France (Kante der Île-de-France) zugerechnet. Die Region ist von Landwirtschaft und Wäldern geprägt. Sie entspricht ungefähr dem heutigen Département Seine-et-Marne.
Drei Flüsse durchziehen sie in Ostwestrichtung in eingeschnittenen geschlängelten Tälern: Der Petit Morin kommt aus dem Marais de Saint-Gond im Becken der Champagne sèche, der Grand Morin und sein Nebenfluss Aubetin aus den Anhöhen bei Sézanne.
Aus der Brie stammt der gleichnamige Weichkäse.
Im Mittelalter war die Brie eine Grafschaft, die den Grafen der Champagne gehörte. Auch später als Provinz in königlichem Besitz wurde das Gouvernement der Brie in der Regel mit dem der Champagne vergeben. 